# Miconia lambayequensis
Miconia lambayequensis är en tvåhjärtbladig växtart som beskrevs av John Julius Wurdack. Miconia lambayequensis ingår i släktet Miconia och familjen Melastomataceae. Inga underarter finns listade i Catalogue of Life.